# Shooting Craps
Shooting Craps è un cortometraggio muto del 1900. Non si conosce il nome del regista né quello dell'operatore di questo breve film, uno dei primi ad apparire nel catalogo Selig con una descrizione del soggetto.

## Trama
In un vicolo, un gruppo di neri è troppo preso dal gioco dei dadi per accorgersi in tempo dell'arrivo dei poliziotti che creeranno il panico tra i giocatori d'azzardo.

## Produzione
Il film fu prodotto da William Nicholas Selig per la sua compagnia, la Selig Polyscope Company.

## Distribuzione
Il film - un cortometraggio di 15,24 metri - fu distribuito dalla Selig Polyscope Company.